# William de Mandeville (Konstabler)
William de Mandeville († 1105/1116) war ein englischer Ritter aus dem Haus Mandeville und Konstabler des Tower of London.
Er war der Sohn und Erbe von Geoffrey de Mandeville. Er war wie sein Vater Konstabler des Tower of London und dies zu einer Zeit, als der Tower erstmals (soweit bekannt) mit Ranulf Flambard einen politischen Gefangenen beherbergte. Flambards Flucht im Februar 1101 hatte für William deutliche Konsequenzen: König Heinrich I. beschlagnahmte den zentralen Teil von Williams Besitz in Essex.
William war vermutlich mit Margarete, der Tochter von Eudo FitzHubert (Dapifer) und Rohese de Clare (der Tochter von Richard de Bienfaite) verheiratet. Ihr Sohn Geoffrey erhielt den beschlagnahmten Besitz wieder zurück.